# Linden (Dithmarschen)
Linden település Németországban, Schleswig-Holstein tartományban. Lakosainak száma 855 fő (2023. december 31.).

## Népesség
A település népességének változása:
| Lakosok száma | 691  | 870  | 867  | 864  | 877  | 875  | 855  |
|               | 1975 | 2014 | 2017 | 2019 | 2021 | 2022 | 2023 |